# Fredrik Ljungström
Fredrik Ljungström (Stoccolma, 16 giugno 1875 – Stoccolma, 18 febbraio 1964) è stato un ingegnere e imprenditore svedese.
Insieme a suo fratello Birger inventò un generatore di vapore ad alta pressione e una turbina a vapore, brevettata nel 1894; creò inoltre l'omonimo scambiatore di calore per scaldare l'aria comburente da inviare ai bruciatori delle caldaie nelle centrali termoelettriche.
Durante la scarsità di risorse della Seconda Guerra Mondiale, l'innovativa tecnologia di Fredrik Ljungström per la gassificazione sotterranea degli scisti bituminosi mediante energia elettrica, chiamata metodo Ljungström, ha avuto un impatto strategico per le forze armate svedesi. Inoltre, la tecnologia di Ljungström ha contribuito al primo motore a reazione svedese, ai siluri e ad altro ancora.
Il preriscaldatore d'aria di Fredrik Ljungström è stato implementato in un gran numero di moderne centrali elettriche in tutto il mondo fino ad oggi, con un risparmio totale di carburante a livello mondiale stimato in 4.960.000.000 di tonnellate di petrolio: "poche invenzioni hanno avuto tanto successo nel risparmio di carburante quanto il preriscaldatore d'aria Ljungström". Nel 1995, il preriscaldatore d'aria di Ljungström è stato premiato come 44° punto di riferimento storico internazionale per l'ingegneria meccanica dall'American Society of Mechanical Engineers. Le sue opere sono rappresentate dal Museo Nazionale Svedese della Scienza e della Tecnologia, dal Nordic Museum e dal Museo Ferroviario Svedese, oltre che a livello internazionale, come il Museo della Scienza di Londra e il Museo Nazionale Scienza e Tecnologia Leonardo da Vinci di Milano.

## Galleria d'immagini

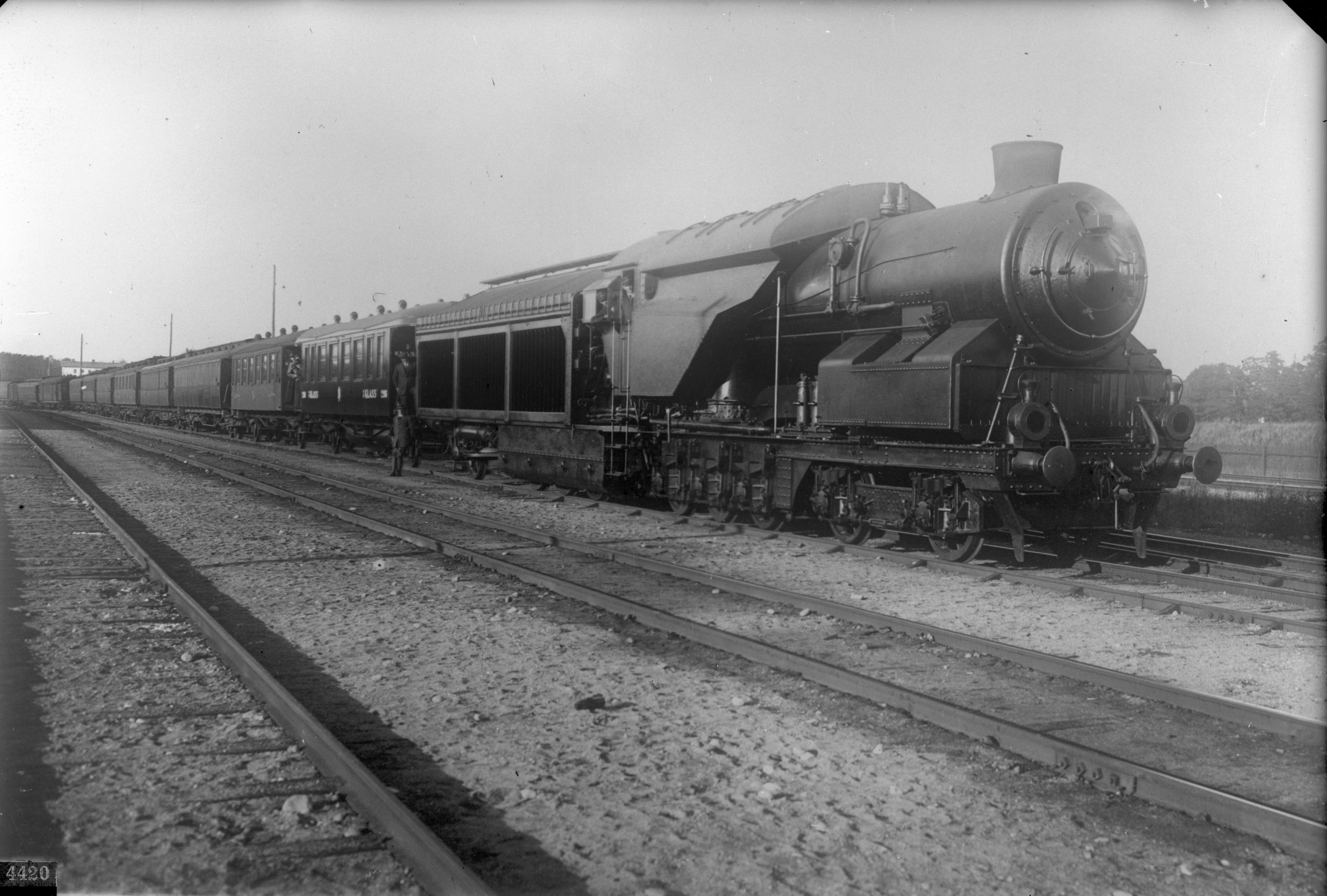
locomotiva a vapore di Ljungström, 1921.
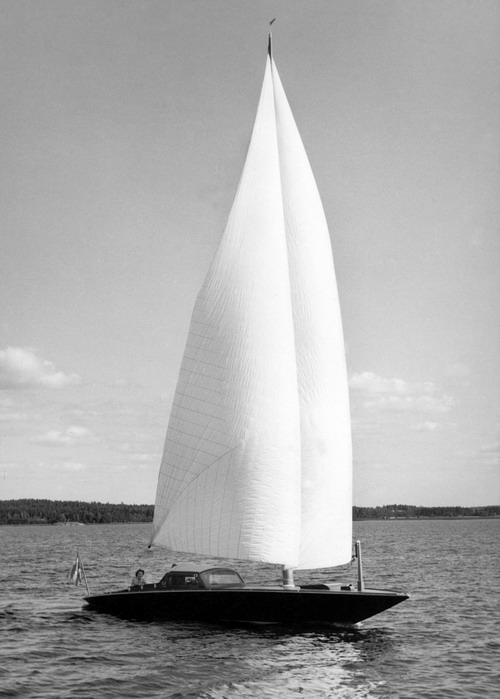
Ljungström sailboat, 1950. USPTO No. 2107303, 8 febbraio 1938.
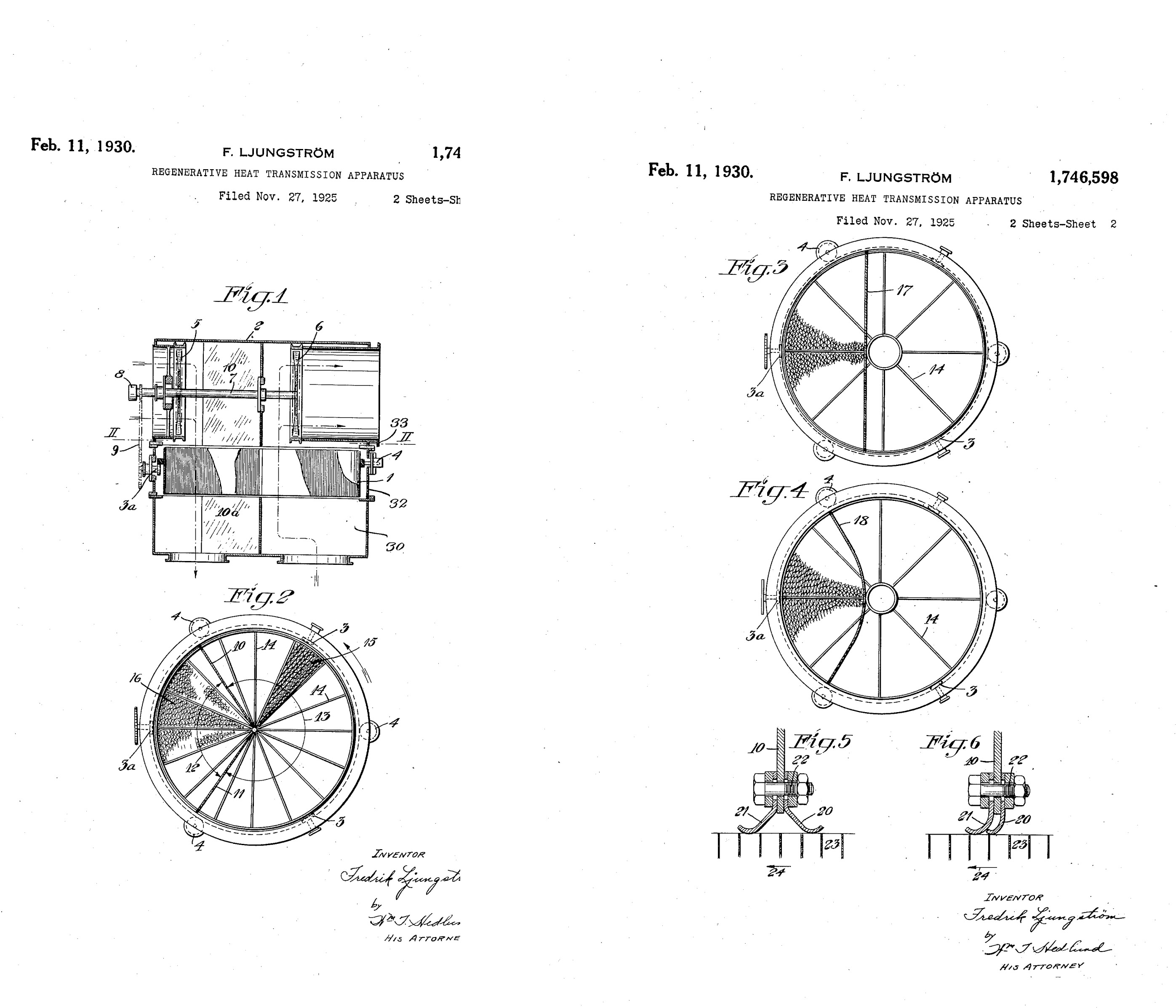
Brevetto per lo Scambiatore Ljungström, USPTO No. 1746598, 1930.